# Telefon 2001

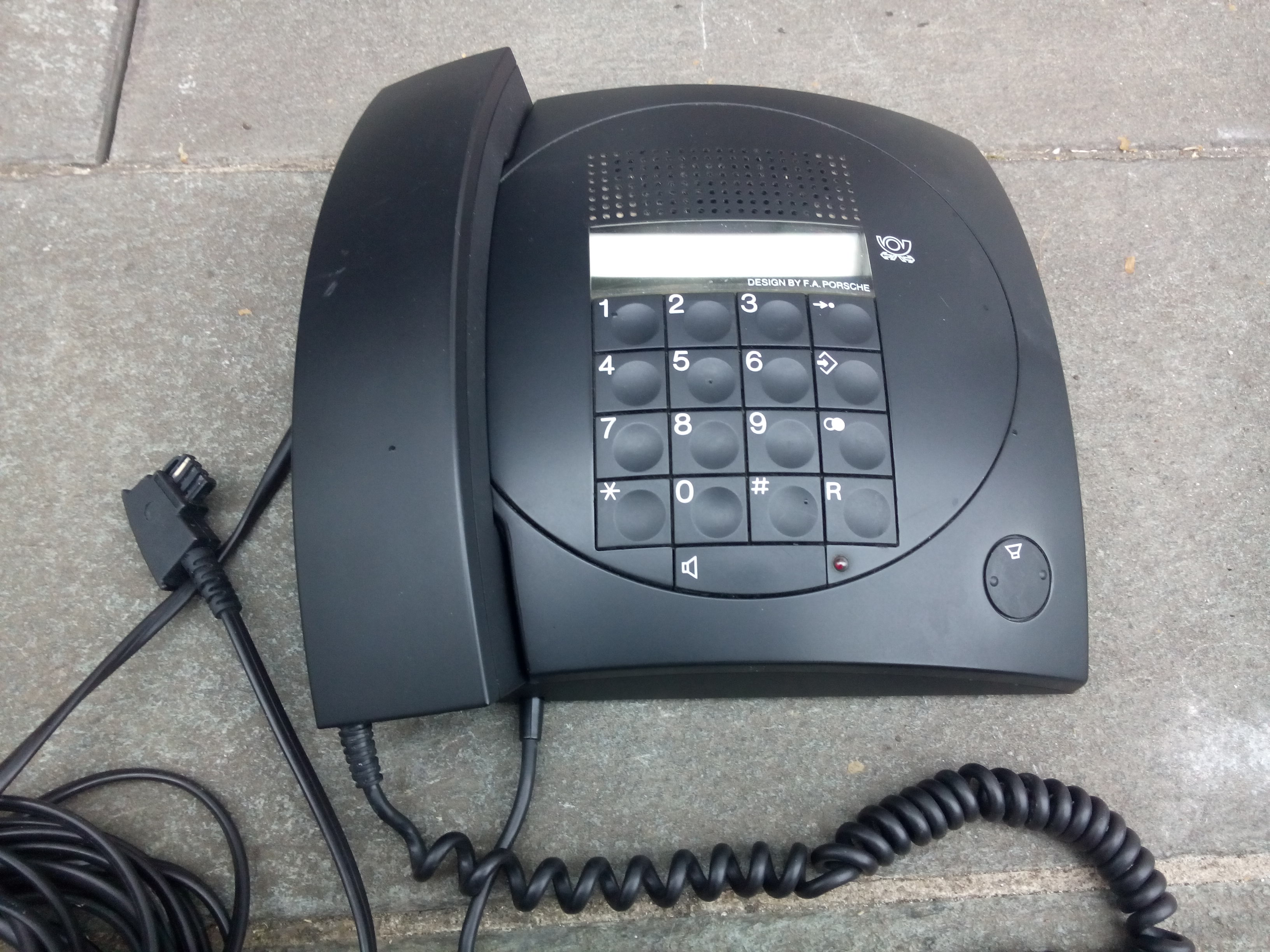
Modell von 1991

Das Telefon 2001 (auch Tel 2001, Telefon 2001 Design by Porsche oder ArtLine Porsche Design) ist ein analoges Tastentelefon der Deutschen Bundespost und der Deutschen Telekom. Es wurde 1989 von der Bundespost vorgestellt und bis in die 1990er Jahre von der Deutschen Telekom vertrieben.

## Technik
Das Telefon 2001 war für die damaligen Verhältnisse ein sehr moderner Telefonapparat. Es zeichnete sich durch zahlreiche Komfortfunktionen wie beispielsweise Display, programmierbare Kurzwahl und Freisprechfunktion aus. Die Tastatur kann mit einer PIN geschützt werden.

## Design
Das Gerät wurde von Porsche Design entworfen. Das Tastenfeld des Apparats ist drehbar. Auf der Unterseite des Hörers befindet sich eine Klappe, hinter der häufig verwendete Telefonnummern notiert werden können. Die Gestaltung des Telefons wurde im Jahre 1989 zweimalig ausgezeichnet, und zwar mit dem Preis „Design Auswahl“ des Design-Centers Stuttgart und mit der „Auszeichnung für gutes Industrie-Design“ des Industrieforums Hannover.